# Katarina Stenbock
Katarina Stenbock  (1535 - 1621) was een koningin-gemalin van Zweden. Zij was gehuwd met Gustaaf I van Zweden.
- Gemeinsame Normdatei: 107793100X
- International Standard Name Identifier: 0000 0000 5151 3595
- KulturNav: a546c730-1844-4136-b96c-89db565fbc47
- Library of Congress Control Number: nb2016000155
- LIBRIS: 234248
- Système universitaire de documentation: 189270527
- Virtual International Authority File: 44275802
- WorldCat: E39PBJyrQM4kDWXRHmwPxHD6rq